# Sigy-en-Bray
Sigy-en-Bray és un municipi francès situat al departament del Sena Marítim i a la regió de Normandia. L'any 2007 tenia 628 habitants.

## Demografia

### Població
El 2007 la població de fet de Sigy-en-Bray era de 628 persones. Hi havia 245 famílies de les quals 55 eren unipersonals (22 homes vivint sols i 33 dones vivint soles), 88 parelles sense fills, 95 parelles amb fills i 7 famílies monoparentals amb fills.
La població ha evolucionat segons el següent gràfic:
Habitants censats

### Habitatges
El 2007 hi havia 313 habitatges, 250 eren l'habitatge principal de la família, 47 eren segones residències i 15 estaven desocupats. 310 eren cases i 2 eren apartaments. Dels 250 habitatges principals, 211 estaven ocupats pels seus propietaris, 36 estaven llogats i ocupats pels llogaters i 4 estaven cedits a títol gratuït; 7 tenien dues cambres, 38 en tenien tres, 69 en tenien quatre i 136 en tenien cinc o més. 180 habitatges disposaven pel capbaix d'una plaça de pàrquing. A 95 habitatges hi havia un automòbil i a 134 n'hi havia dos o més.

### Piràmide de població
La piràmide de població per edats i sexe el 2009 era:
| Homes | Edats   | Dones |
| ----- | ------- | ----- |
| 0     | 95 o +  | 0     |
| 0     | 90 a 94 | 0     |
| 0     | 85 a 89 | 4     |
| 0     | 80 a 84 | 4     |
| 12    | 75 a 79 | 12    |
| 12    | 70 a 74 | 8     |
| 24    | 65 a 69 | 24    |
| 32    | 60 a 64 | 12    |
| 12    | 55 a 59 | 16    |
| 40    | 50 a 54 | 28    |
| 12    | 45 a 49 | 16    |
| 28    | 40 a 44 | 16    |
| 24    | 35 a 39 | 24    |
| 12    | 30 a 34 | 20    |
| 16    | 25 a 29 | 12    |
| 16    | 20 a 24 | 12    |
| 12    | 15 a 19 | 16    |
| 32    | 10 a 14 | 20    |
| 20    | 5 a 9   | 16    |
| 4     | 0 a 4   | 16    |

## Economia
El 2007 la població en edat de treballar era de 388 persones, 277 eren actives i 111 eren inactives. De les 277 persones actives 242 estaven ocupades (132 homes i 110 dones) i 35 estaven aturades (13 homes i 22 dones). De les 111 persones inactives 53 estaven jubilades, 18 estaven estudiant i 40 estaven classificades com a «altres inactius».

### Ingressos
El 2009 a Sigy-en-Bray hi havia 271 unitats fiscals que integraven 703 persones, la mediana anual d'ingressos fiscals per persona era de 16.427 €.

### Activitats econòmiques
Dels 24 establiments que hi havia el 2007, 6 eren d'empreses extractives, 1 d'una empresa alimentària, 4 d'empreses de construcció, 4 d'empreses de comerç i reparació d'automòbils, 2 d'empreses de transport, 1 d'una empresa immobiliària, 3 d'empreses de serveis i 3 d'empreses classificades com a «altres activitats de serveis».
Dels 4 establiments de servei als particulars que hi havia el 2009, 1 era un paleta, 1 guixaire pintor, 1 perruqueria i 1 agència immobiliària.
L'únic establiment comercial que hi havia el 2009 era una fleca.
L'any 2000 a Sigy-en-Bray hi havia 27 explotacions agrícoles que ocupaven un total de 902 hectàrees.

## Equipaments sanitaris i escolars
El 2009 hi havia una escola elemental integrada dins d'un grup escolar amb les comunes properes formant una escola dispersa.

## Poblacions més properes
El següent diagrama mostra les poblacions més properes.